# Unserer Lieben Frau (Seidmannsdorf)

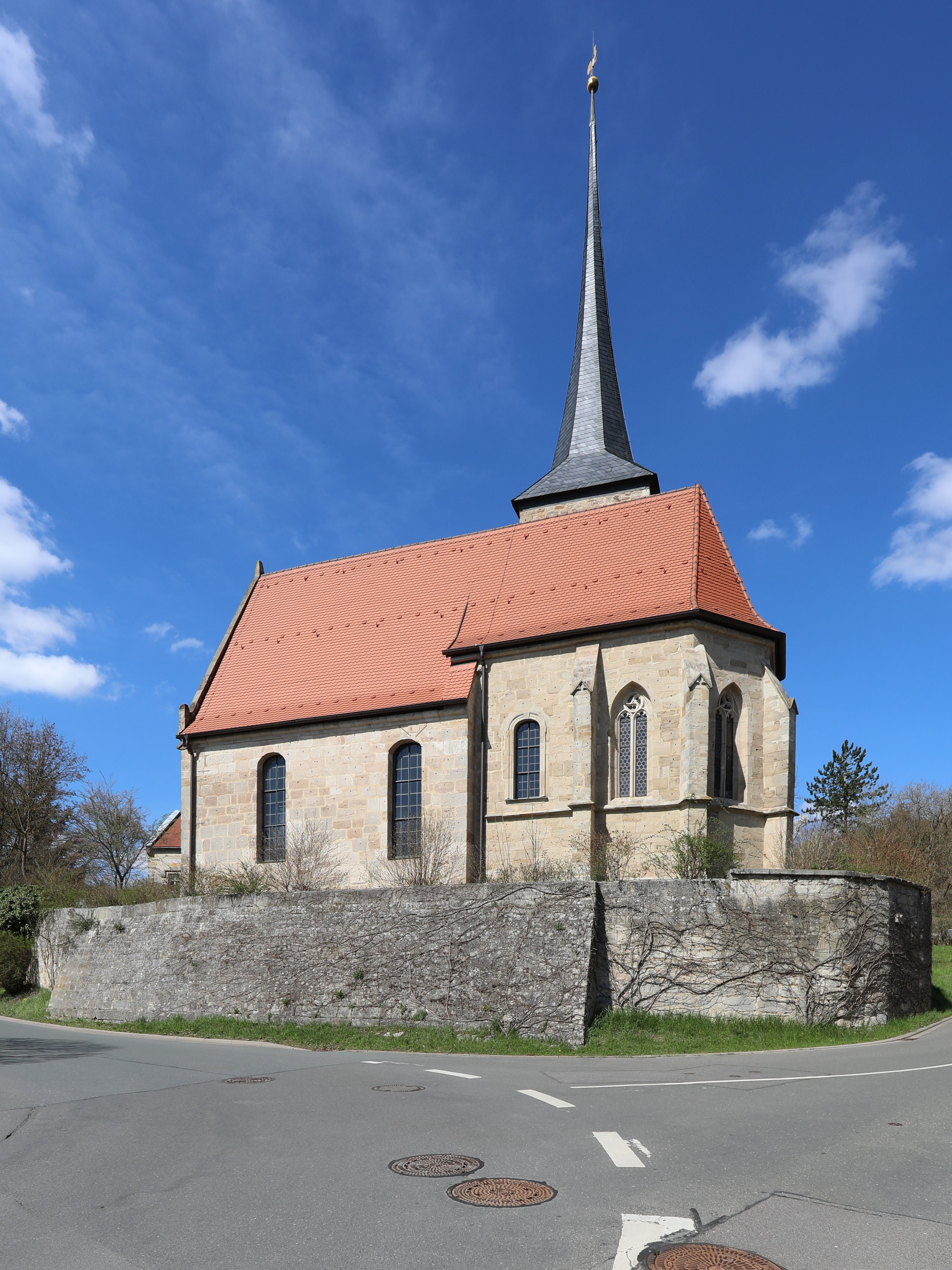
Pfarrkirche Unserer Lieben Frau

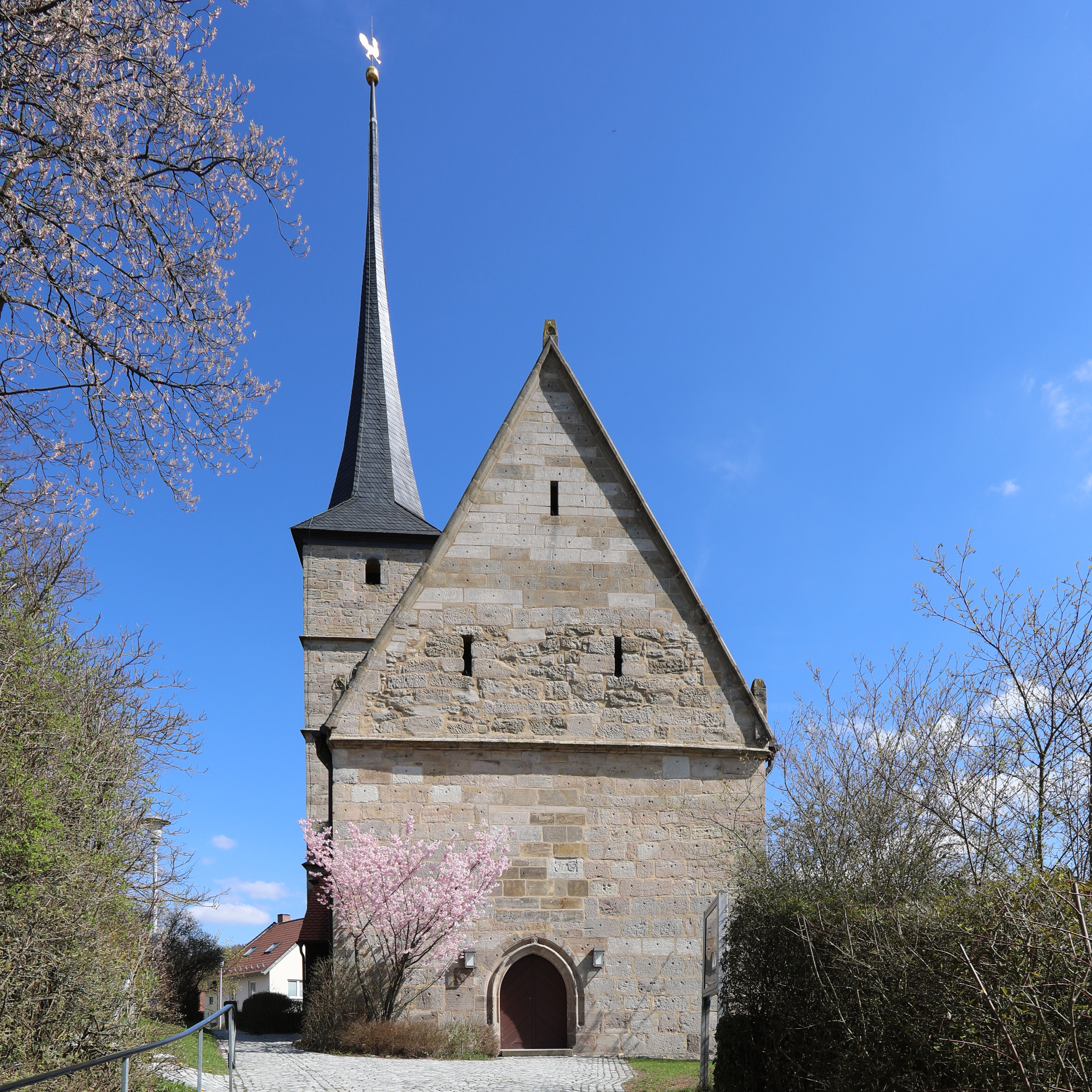
Westseite

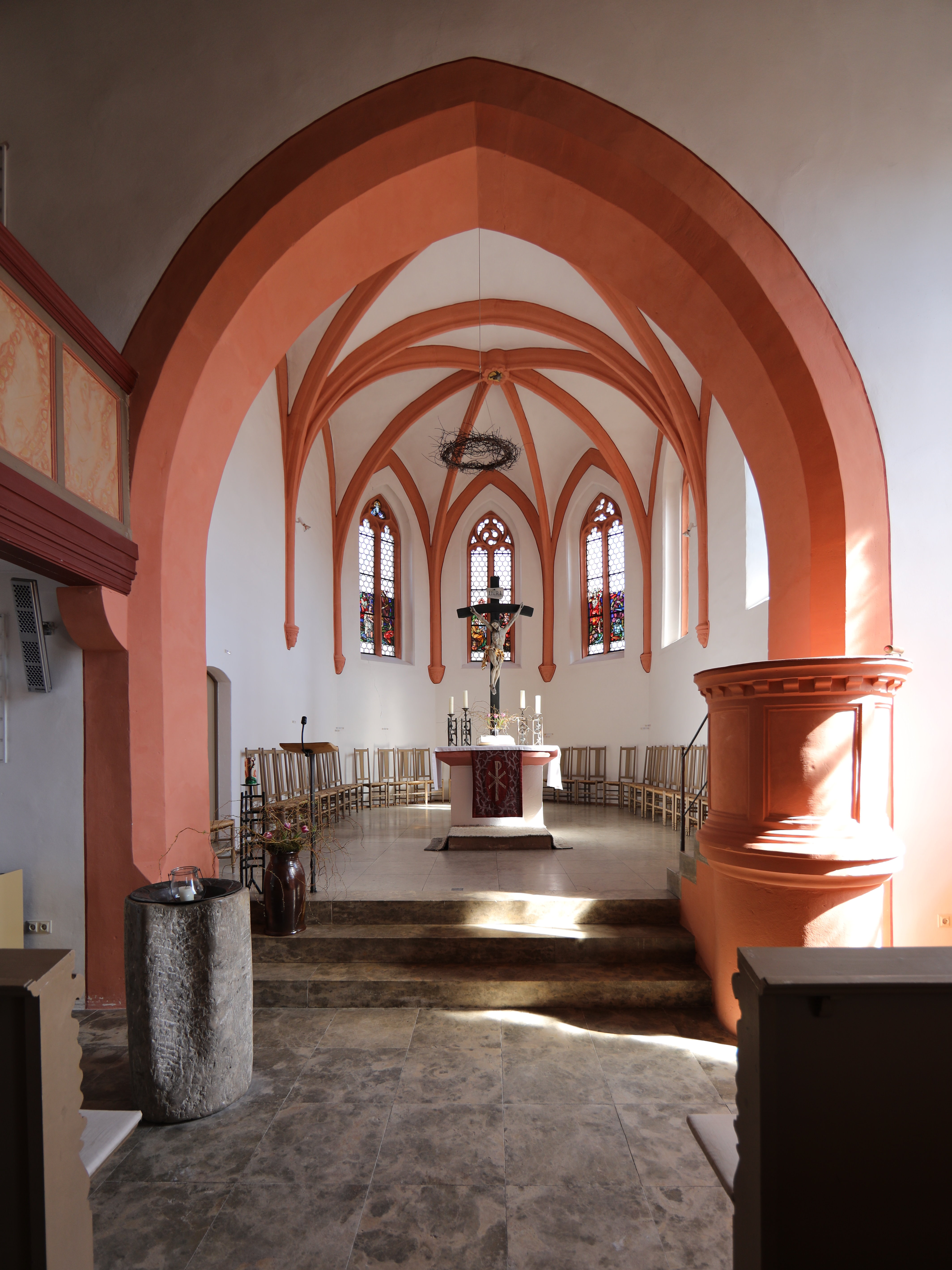
Chor

Die evangelisch-lutherische Pfarrkirche Unserer Lieben Frau steht im Coburger Gemeindeteil Seidmannsdorf, Seidmannsdorfer Straße 277, an einer alten Verbindungsstraße von Coburg nach Kronach in erhöhter Lage auf einem mit Sandsteinquadern ummauerten Kirchhof.

## Geschichte
Eine erste konkrete Erwähnung der spätmittelalterlichen Kirche stammt aus dem Jahr 1488, als Georg Thun, Abt der Benediktinerabtei Saalfeld, einen gestifteten Geldbetrag bestätigte. Die Kirche war wohl Teil des 1075 erstmals urkundlich erwähnten königlichen Gutes „Sithmarsdorff“. Bauherren waren vermutlich die Adelsfamilien von Brandenstein aus Lützelbuch und von Waldenfels aus Waldsachsen, deren Wappen die Schlusssteine im Chorraum tragen.
Nach der Reformation im Coburger Land wurde Seidmannsdorf Mitte des 16. Jahrhunderts, zuvor Filiale der Pfarrei St. Moriz, selbstständige Pfarrei. Der reformationsbedingte Einbau von Emporen ist für das Jahr 1538 belegt. Es folgten mehrere Renovierungen des Kirchenbaus in den folgenden Jahrhunderten. So wurden unter anderem von 1776 bis 1783 das Kirchendach, die Glocken, die Uhr und die Orgel mit einer Empore im Altarraum erneuert. Eine vollständige Umgestaltung erfuhr der Innenraum 1934/35 durch den Architekten Max von Berg, als eine Holzkassettendecke im Kirchenschiff eingebaut und die beiden Emporen von einer durchgehenden Empore ersetzt sowie der Nordeingang geschlossen und stattdessen eine Außentreppe zur Empore errichtet wurde. Außerdem wurden neben einer weißen Neufassung der Wände im Altarraum Einbauten, wie eine Orgelempore, entfernt, und neue Buntglasfenster eingebaut. Weitere Instandsetzungen in den Jahren 1962/63 und 1979/80 betreute der Architekt Clodt Dankwart von Pezold. Dabei wurde ein Doppelwappen über dem Westportal an der Außenwand als Spolie aus einem alten zerbrochenen Epitaph eingebaut.

## Kirchengebäude
Die Kirche hat ein 7,4 Meter breites und 9,4 Meter langes kastenförmiges Langhaus mit Großquadermauerwerk aus teilweise rot verfärbtem Sandstein, was auf einen Brand hindeutet. Die Südseite hat zwei rundbogige Fenster, die wohl durch Vergrößerung kleiner Fenster entstanden sind. Die fensterlose Giebelseite zeigt unten grob bearbeitetes, oben exakt ausgeführtes Quadermauerwerk und ist durch ein spitzbogiges Portal mit doppelter Kehlung, einem bärtigen Kopf im Scheitel sowie drei Lichtschlitze gekennzeichnet. Innen ist das Langhaus als Saalkirche gestaltet. Die eingeschossige, auf drei Seiten angeordnete Empore besitzt Felderbrüstungen, leicht barockisierend gestaltet. Mittig steht dort eine Orgel der Firma Deininger & Renner aus Oettingen i.Bay. von 1981. Die vormalige Orgel von Steinmeyer aus dem Jahre 1935 mit einem fünfteiligen Prospekt war im Zuge der Renovierung 1979/80 abgebrochen worden. Zu sehen ist davon nur noch der Prospekt, der der neuen Farbgebung der Kirche angepasst wurde. Im Zuge des Orgelneubaus wurde der Spieltisch von der Seite in die Mitte verlegt.
Der 8,1 Meter lange und 5,7 Meter breite spätgotische 5/8-Chor, wohl aus dem 15. Jahrhundert stammend, hat ein einheitliches Sandsteinmauerwerk ohne Verfärbungen und ist nicht mit dem Kirchenschiff oder dem Turm verbunden. Nach oben abgeschrägte Strebepfeiler sind außen zwischen den vier spätgotischen Maßwerkfenstern, als zweibahnige Spitzbogenfenster mit einem mittigen Speichenrad ausgebildet, angeordnet. Zusätzlich ist an der Südseite ein barockes korbbogiges Fenster mit einem Schlussstein vorhanden. Der Innenraum ist durch ein Kreuzrippengewölbe mit Wappen auf den Schlusssteinen gestaltet. Auf den drei bunten Glasfenstern sind Taufe, Abendmahl und Auferstehung dargestellt.
Der 33 Meter hohe Kirchturm an der nördlichen Chorflanke besitzt vier Etagen, die außen durch profilierte Gesimse getrennt sind. Wenige Fenster beziehungsweise Lichtschlitze und ein verschieferter Spitzhelm kennzeichnen die Turmspitze, die wohl um 1840 bis 1850 entstanden ist. In dem Turm hängen drei Bronzeglocken, die am 14. November 2014 in der Glocken- und Kunstgießerei Rincker gegossen wurden und Stahlgussglocken aus den 1920er Jahren ersetzten. Die größte der drei Glocken, die Festtagsglocke, trägt die Inschriften „Ehre sei Gott in der Höhe“ und „Christ ist erstanden“. Die Gebetsglocke hat die Inschriften „Friede auf Erden“ und „Vater unser im Himmel“, die Taufglocke „Fürchte Dich nicht“.

## Orgel

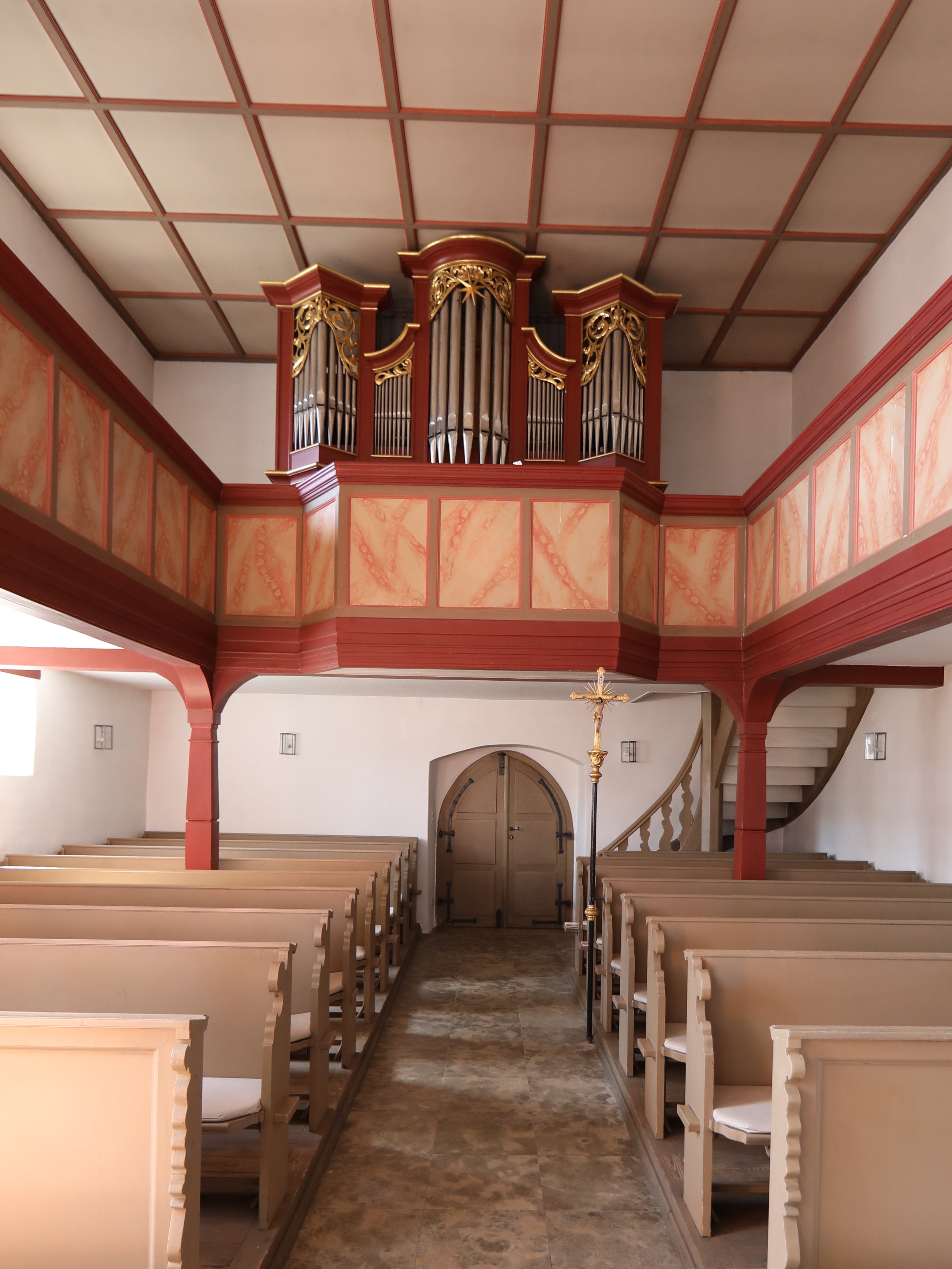
Empore mit Orgelprospekt

Die rein mechanische Schleifladen-Orgel mit 16 Registern auf zwei Manualen und Pedal wurde 1979 von Deininger & Renner in dem historischen Gehäuse von Johann Hieronymus Wiegleb aus dem Jahr 1705 erbaut. Die Disposition lautet:
| I. Manual     |       |
| Schwegel      | 8′    |
| Prinzipal     | 4′    |
| Quinte        | 2 ⁄3′ |
| Blockflöte    | 2′    |
| Mixtur III–IV | 1 ⁄3′ |
| Tremulant     |       |

| II. Manual  |        |
| Holzgedeckt | 8′     |
| Rohrflöte   | 4′     |
| Nasard      | 2 ⁄3′  |
| Prinzipal   | 2′     |
| Terz        | 1 3⁄5′ |
| Sifflöte    | 1′     |
| Cymbel II   | 1⁄2′   |
| Oboe        | 8′     |
| Tremulant   |        |

| Pedal         |     |
| Subbaß        | 16′ |
| Gedecktpommer | 08′ |
| Choralbaß     | 04′ |

- Koppeln: II/I, I/P, II/P
- Effektregister: Cymbelstern

## Gemeinde
Zum Gebiet der Kirchengemeinde gehören neben Seidmannsdorf auch Neu- und Neershof, Rögen, Lützelbuch, Rohrbach und Löbelstein. Bis 1840 galt dies auch für Creidlitz und bis 1934 für Ketschendorf.